# Route nationale 17 (Maroc)
Pour les articles homonymes, voir N17 et Route nationale 17.
La route nationale 17 ou N17 est une route qui relie Oujda à Es-Smara en passant par Ain Bni Mathar, Tendrara , Bouarfa , Zagora , Akka , Assa , Zag , Mahbès.
L'ancien tracé de la route nationale 17 reliait les villes de Oujda à Bouarfa jusqu'au changement de la numérotation des routes nationales du 28 mai 2018.
Avec sa longueur de 1 790 km, la N17 est désormais la seconde plus longue route nationale du Maroc après la N1.

## Tracé

### Tronçon Oujda - Bouarfa
Le tronçon entre Oujda à Bouarfa est long de 265 km en passant par les villes de Ain Bni Mathar et de Tendrara. Il est aménagé en 2x1 voie
- Oujda
- Intersection et début de la N2 et de la N6
- Sidi Moussa Lemhaya
- Intersection et début de la 6030 : Naïma
- Guenfouda
- Intersection et début de la 6034
- Intersection et début de la 607 : Jerada
- Elhassi Labyed
- Ain Bni Mathar
- Intersection et début de la 606 : Ouled Ahmed et de la 608 : Frontière Algérienne (Est)
- Tendrara
- Intersection et début de la N19 : Taourirt
- Bouarfa

### Tronçon Bouarfa - Errachidia
Le tronçon Bouarfa - Errachidia reprend une partie de l'ancien itinéraire de la N10. Il est d'une longueur de 269 km. Il est aménagé en 2x1 voie.
- Bouarfa
- Intersection et début de la 602 : Figuig
- Bouanane
- Boudnib
- Errachidia (Madkhal Meski)

### Tronçon Errachidia - Zagora
Le tronçon entre Errachidia et Zagora est long de 308 km. Il passe par la ville de Rissani et est aménagé en 2x1 voie. Elle reprend une partie de l'ancienne N13 entre Errachidia et Rissani. Et une partie de l'ancienne N12 entre Rissani et Zagora.
- Errachidia (Madkhal Meski)
- Intersection et début de la N10 : Ouarzazate / Tinghir
- Aoufous
- Erfoud
- Intersection avec la 702 : Merzouga / Tinejdad
- Rissani
- Intersection et début de la N17A : Merzouga / Taouz
- Ksar Achbarou
- Alnif
- Intersection et début de la 113 : Tinghir
- Tazarine
- Intersection et début de la 108 : Tansikhte
- Zagora

### Tronçon Zagora - Assa
Le tronçon entre Zagora et Assa est longue de 483 km. Il passe notamment par la ville de Tata et est aménagée en 2x1 voie. Elle reprend une partie de l'ancien itinéraire de la N12
- Zagora
- Intersection avec la N9: Ouarzazate / M'Hamid El Ghizlaine
- Lamhamid
- Tissint
- Tata
- Intersection et début de la N7 : Taroudant
- Akka
- Tizounine
- Aït-Ouabelli
- Intersection et début de la 102 : Icht / Bouizakarne
- Fam El Hisn
- Assa

### Tronçon Assa - Smara
Le dernier tronçon de la N17 relie la ville d'Assa à Smara. Long d'une distance de 455 km en passant par les villes de Zag et Al Mahbès. Il reprend l'intégralité de l'ancienne 103 qui reliait ces même villes.
- Assa
- Intersection et début de la N21 : Guelmim / Sidi Ifni
- Zag
- Al Mahbès
- Intersection avec la N14 : Tan-Tan / Lâayoune
- Es-Smara

Fin de la N17